# Österreichische Handballmeisterschaft 1965/66
Die Österreichische Handballmeisterschaft 1965/66 wurde vom Österreichischen Handballbund ausgerichtet und im Hallenhandball ausgespielt. 
Beim Turnier in der Wiener Stadthalle holten sich West Wien den Meistertitel mit einem klaren Finalsieg gegen Salzburg.
| Pl. | Halle-Herren, Gruppe A 1965–66 | Sp. | S | U | N | Tore  | TQ/Diff. | Punkte |
| --- | ------------------------------ | --- | - | - | - | ----- | -------- | ------ |
| 1.  | UHK West Wien                  | 3   | 3 | 0 | 0 | 26:21 |          | 6      |
| 2.  | Sportunion Edelweiß Linz       | 3   | 2 | 0 | 1 | -:-   |          | 4      |
| 3.  | ATSE Waagner Biro Graz         | 3   | 0 | 1 | 2 | 23:26 |          | 1      |
| 4.  | Blau-Weiß Feldkirch            | 3   | 0 | 1 | 2 | -:-   |          | 1      |

| Pl. | Halle-Herren, Gruppe B 1965–66 | Sp. | S | U | N | Tore  | TQ/Diff. | Punkte |
| --- | ------------------------------ | --- | - | - | - | ----- | -------- | ------ |
| 1.  | UHC Salzburg                   | 3   | 2 | 0 | 1 | 28:14 |          | 4      |
| 2.  | UHK Krems                      | 3   | 2 | 0 | 1 | 32:19 |          | 4      |
| 3.  | ATSV Innsbruck                 | 3   | 2 | 0 | 1 | 25:22 |          | 4      |
| 4.  | SC Ferlach                     | 3   | 0 | 0 | 3 | 12:42 |          | 0      |

| UHK West Wien – UHC Salzburg | 20:11 (11:2) |